# 라오쯔하오

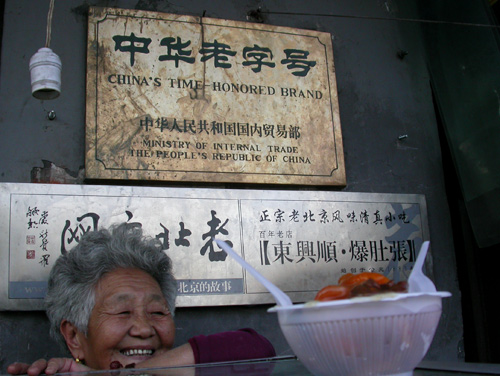
후하이의 라오쯔하오

라오쯔하오(중국어: 老字号, 병음: Lăo zìhào, lit. "Old Trademark")는 국가가 100년 이상 역사가 긴 전문판매점에 주는 등록상표를 말한다. 라오쯔하오는 명나라 수도 이전 후에 베이징에 생겨난 전통있는 상점에 주는 데 사용된다. 중국의 다른 지역에서 생겨난 라오쯔호는 中华老字号 (Old Chinese Trademarks)라고 분류된다. 보통 라오쯔하오는 100년 이상이 되었으며, 어떤 것은 400년 이상 된 것도 있다.
베이징의 후통과 함께 유명한 볼거리이다. 특히 천안문 광장 부근의 치엔먼(前門) 부근의 따자란 시장 쪽에는 이러한 것을 많이 볼 수 있는데, 입구 맞은 편이 유명한 베이징 오리구이 전문점, 전취덕과 시장 안에는 유명한 한약방인 동인당이 있고, 맞은 편에는 서태후가 먹었다는 만두전문점 구불리가 있다. 근처에 장일원과 동래순이 있어서 이 근처만 왔다갔다 해도 웬만한 라오쯔하오는 다 볼 수 있다.

## 베이징의 유명한 노자호
- 동래순(东来顺) -- 레스토랑
- 도일처(都一处) -- 레스토랑
- 편의방(便宜坊) -- 오리구이 전문점
- 구불리(狗不理) -- 만두전문점
- 혼돈후(馄饨侯) -- 만두전문점

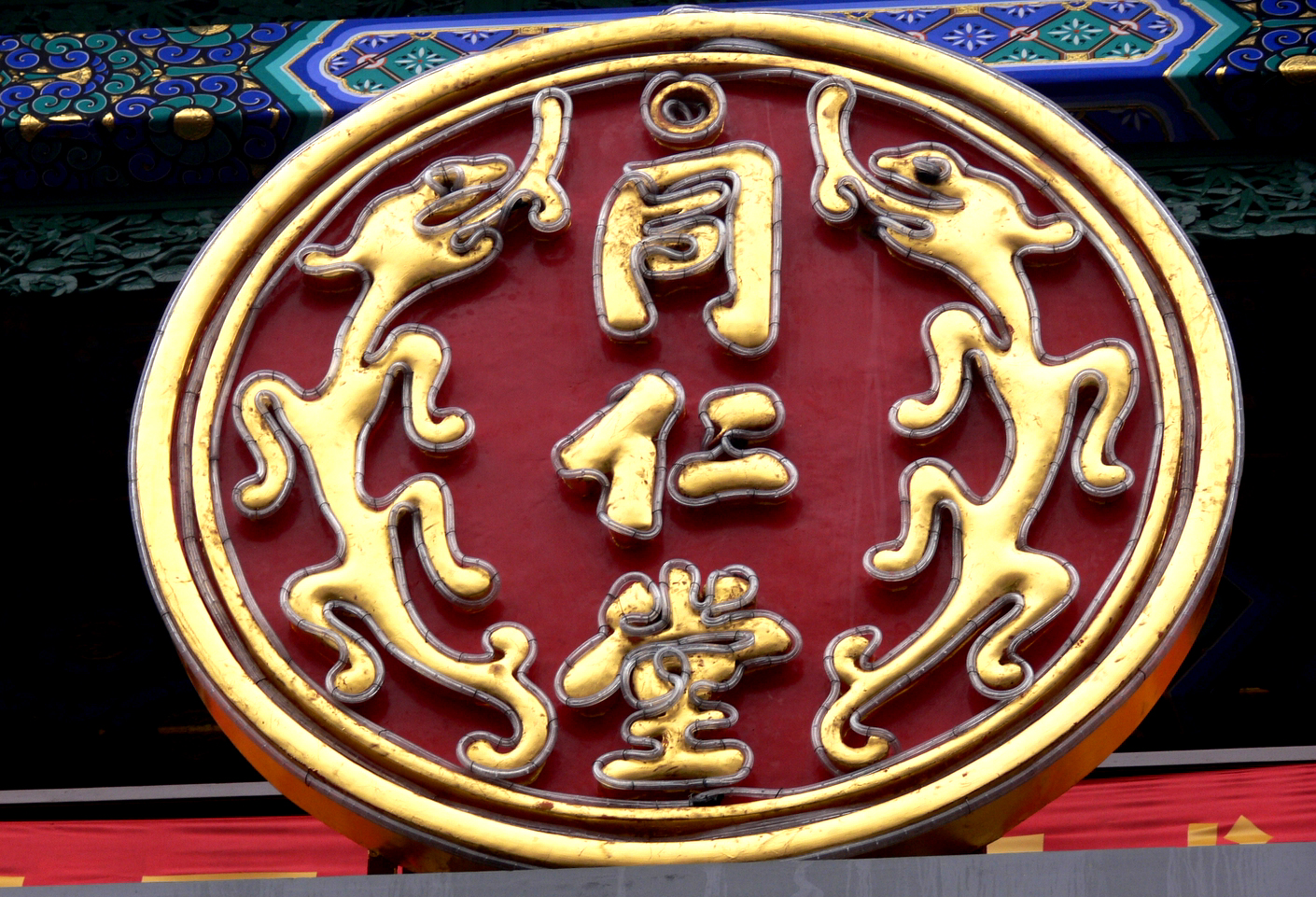
대표적인 라오쯔하호 동인당 한약방

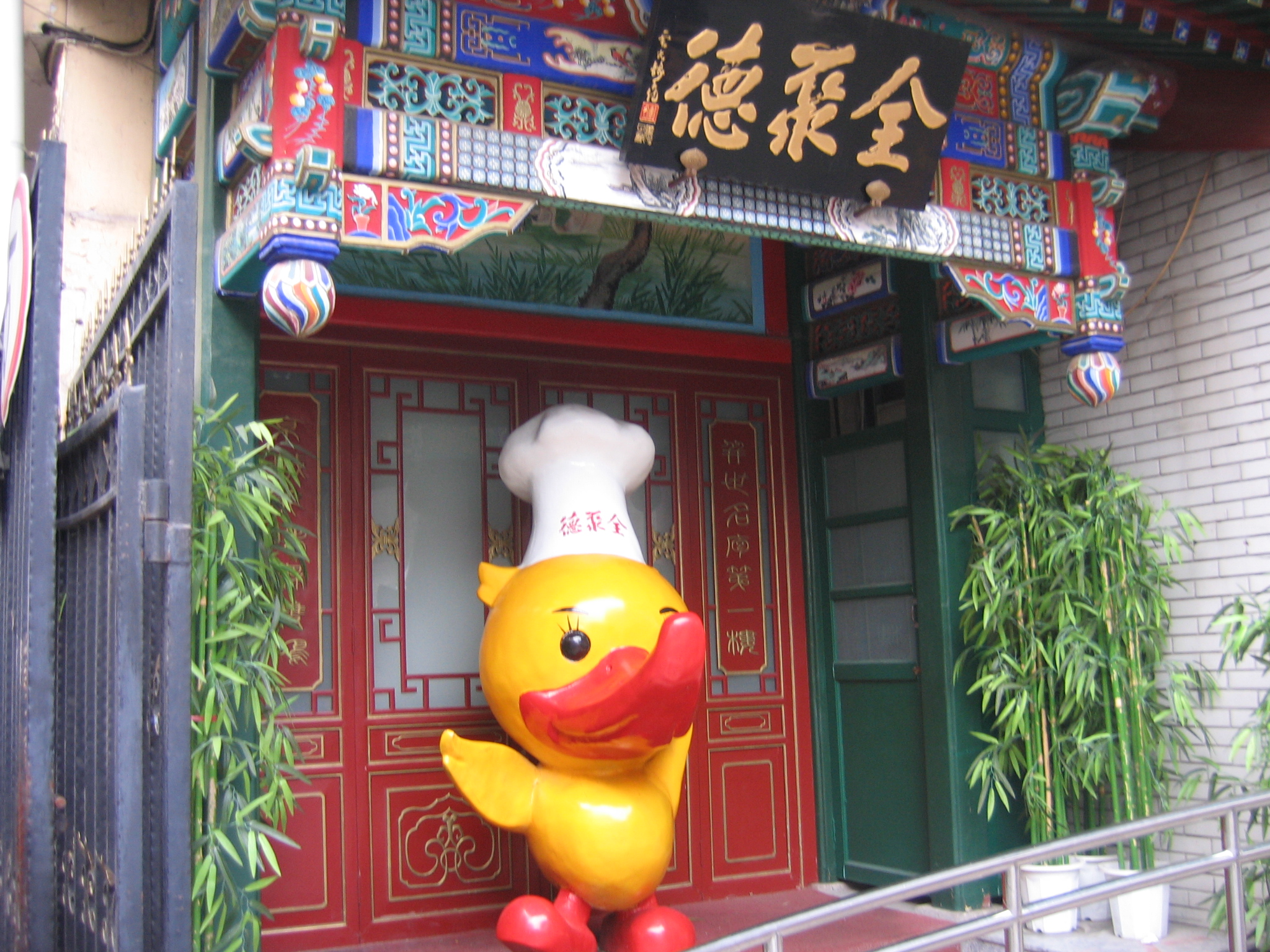
라오쯔하호, 대표적인 오리구이전문점 전취덕

- 륙필거(六必居) -- 야채와 소스를 파는 전문점
- 영보재(荣宝斋) -- 벽화 등을 파는 예술품점
- 전취덕(全聚德) -- 북경오리구이 전문점
- 동인당(同仁堂) -- 중국 전통 한약방집
- 장일원(张一元) -- 찻집

전통이 있어야 하는 것도 필수조건이지만, 하나같이 간판은 당대의 유명한 서예가의 작품이다. 원형을 유지하고 있는 곳도 있지만, 많은 곳이 전화로 소실되어 복구한 곳이 많다.